# Юнчжэн
Айсиньгьоро Иньчжэ́нь (девиз правления «Юнчжэ́н» (Гармоничное и справедливое) кит. 雍正, пиньинь Yōngzhèng, собственное имя Иньчжэ́нь кит. 胤禛, пиньинь Yìnzhēn, 13 декабря 1678 — 8 октября 1735), пятый маньчжурский правитель империи Цин (с 1722 по 1735). Он взошёл на престол в сорокачетырёхлетнем возрасте к крайнему удивлению других многочисленных сыновей прежнего императора, ибо был открыто ненавидим отцом (существует легенда, что один из евнухов Иньчжэня сумел подделать завещание его отца, соединив вместе иероглифы «десять» и «четыре», в результате чего оказалось, что отец завещал империю не четырнадцатому сыну Иньти, а четвёртому, то есть Иньчжэню). Противодействие родни новый богдохан немедленно парировал применением силы, и на тринадцать лет стал фактически самовластным правителем империи. Правя страной самовластно, он всячески обходил Совет князей-регентов и сановников. Это, в свою очередь, обусловило напряжённость в его отношениях с маньчжурскими князьями императорской крови и всем родом Айсинь Гьоро.

## Биография

### Наведение порядка в стране

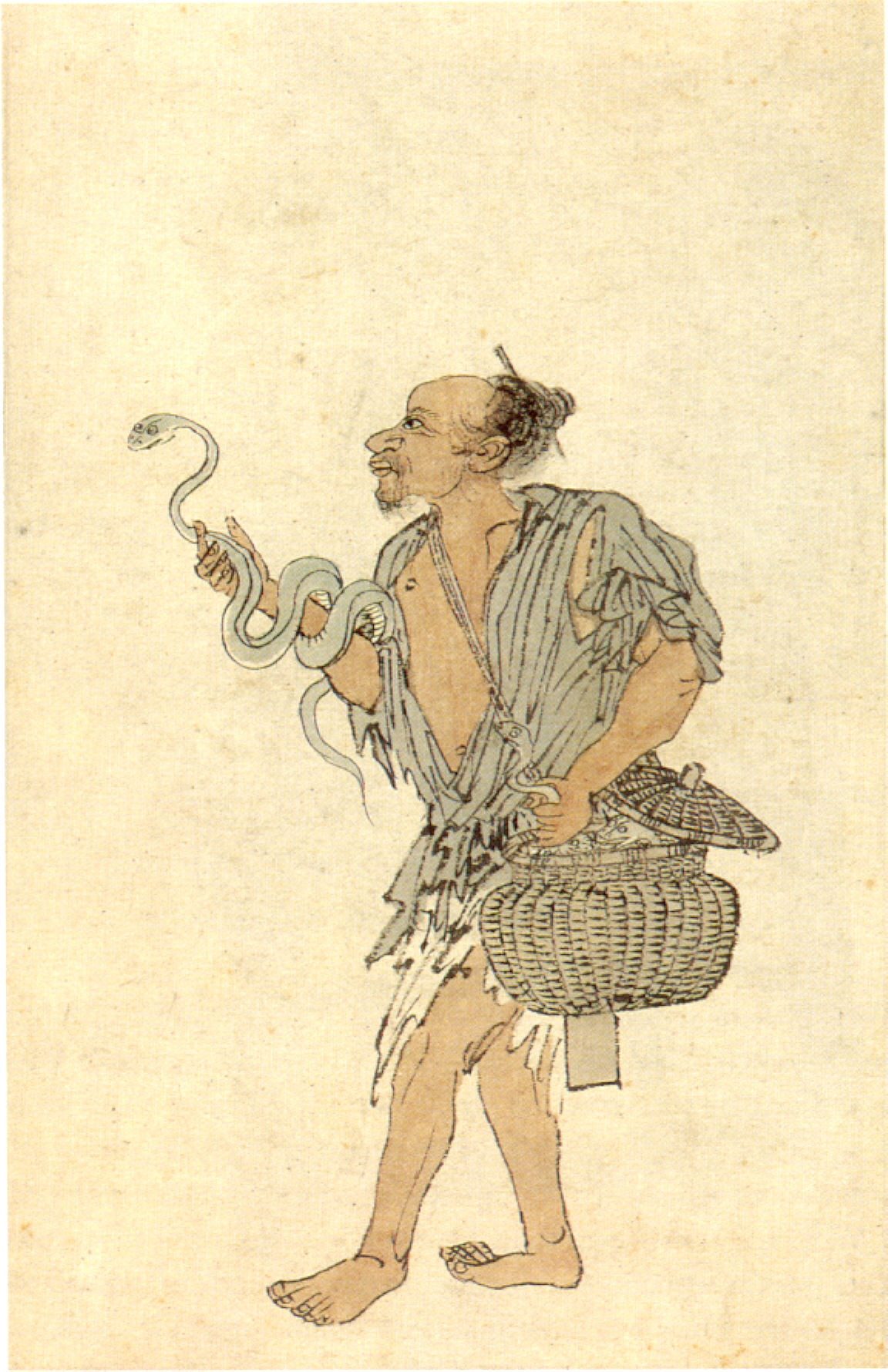
Представитель одной из «низких профессий»

Иньчжэнь унаследовал от Сюанье централизованную империю, сильную армию, отлаженный бюрократический аппарат, возрождающуюся экономику, полную казну, относительное спокойствие внутри страны, окрепший союз завоевателей с китайскими шэньши и помещиками, а также затянувшуюся вторую войну с Джунгарским ханством. Тем не менее, в этой казалось бы благополучной ситуации наметилась опасная тенденция: в начале XVIII века в среде низших и средних слоёв «знамённого» сословия начался процесс разложения, маньчжурские солдаты всё чаще забрасывали занятие земледелием и вели паразитический образ жизни, пробавляясь жалованием и подачками казны. Рядовые и младшие офицеры всё более оказывались в долговой кабале у крупных землевладельцев, купцов и ростовщиков. Чтобы остановить разорение военного сословия, правительство Иньчжэня с 1729 года пошло на выкуп проданных и заложенных «знамённых земель» за счёт казны с последующей перепродажей их прежним владельцам. Однако мало кто из них смог или захотел воспользоваться такой возможностью.
Чтобы ещё более укрепить маньчжурскую власть и унифицировать подданных империи, Иньчжэнь пытался уравнять в правах две категории населения — «добропорядочный народ» (то есть «четыре сословия» — крестьяне, чиновники, ремесленники и торговцы) и часть «подлого люда», относящуюся к категории «низких профессий». Это были актёры, цирюльники, проститутки, низшие служители присутственных мест, даньцзя, а также малочисленные социальные группы «отверженных». Указом 1723 года им разрешалось жить вместе с «добропорядочным народом», родниться с ним через браки и участвовать в экзаменах на звание шэньши. Тем не менее этот указ не дал ожидаемых результатов, и дискриминация «низких профессий» и каст сохранилась.

### Политика в области идеологии и вероисповеданий
Иньчжэнь, как и Сюанье, придавал большое значение духовному порабощению китайцев, делая упор на «промывание мозгов» и «чистку мыслей». Особое внимание он уделял системе «сельских собеседований», которую всячески укреплял. К ответственным за проведение «сельских собеседований» были приставлены три-четыре помощника, ежемесячно сменявших друг друга. Все сельские и городские жители каждые две недели были обязаны являться в свою группу на «собеседование», что строго контролировалось властями. В 1724 году Иньчжэнь издал пространные указы, чтобы укрепить и расширить роль «священного указа» Сюанье 1670 года, направленного против инакомыслящих. В 1725—1729 годах один за другим последовали три судебных процесса над учёными и литераторами. Наиболее кровавым было «дело» уже умершего литературоведа и медика Люй Люляна, в чьих трудах нашли антиманьчжурские высказывания. Его труп был вырыт из могилы и разрублен на части, а ученики и члены его семьи казнены. Для слежки за чиновниками, шэньши и простолюдинами была создана разветвлённая сеть тайных агентов.
Стремясь усилить влияние конфуцианства в качестве идеологической основы маньчжурского владычества, Иньчжэнь перешёл к борьбе с христианством. Начались аресты католических миссионеров, им была запрещена проповедь, а в 1724 году последовало их изгнание из Китая. Это был один из важных актов политики дальнейшей изоляции страны от внешнего мира. Всего при Иньчжэне было закрыто более 300 христианских церквей.

### Политика по отношению к национальным меньшинствам
По мере дальнейшего выхода страны из послевоенной разрухи и укрепления маньчжурского режима, Иньчжэнь активизировал начатую ещё при Сюанье политику полного подчинения некитайских народностей бюрократическому аппарату империи. Замена косвенного управления прямым, захват земель аборигенов чиновниками, помещиками и особенно китайскими переселенцами, введение разорительных налогов и чиновничий произвол поставили коренное население — мяо, чжуан, яо, дун, ли — в крайне тяжёлое положение. При помощи своих вооружённых дружин китайские помещики и ростовщики насильственно скупали их земли, отбирали их силой, закабаляя местное население. Последнее стало подвергаться насильственной китаизации и маньчжуризации. Бесправие, произвольно завышаемые налоги, насилие со стороны властей и переселенцев резко обострили социальный и национальный гнёт. В районах, населённых мяо и другими народностями, цинские чиновники вели себя как завоеватели.

### Внешняя политика

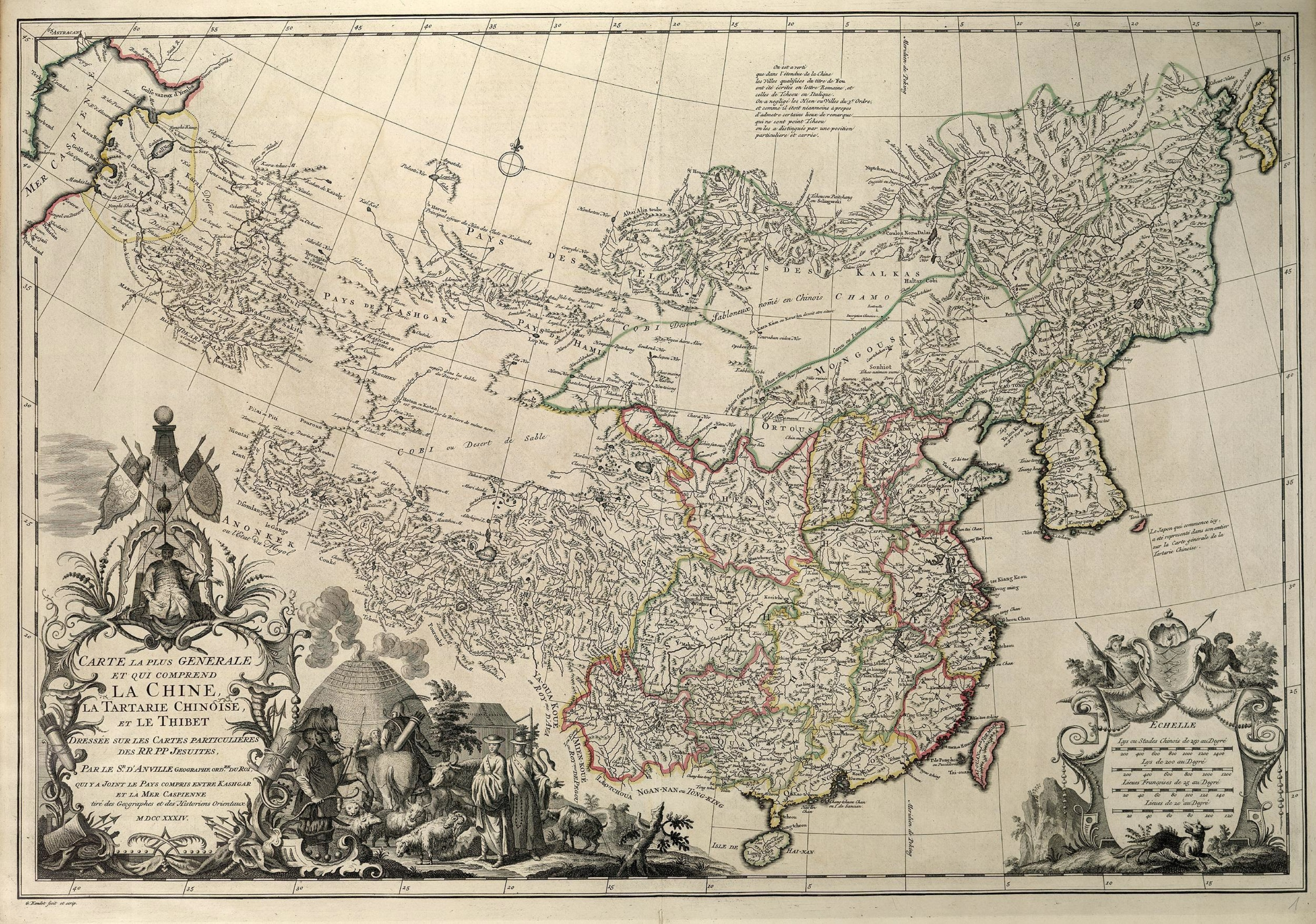
Французская карта «Китая и Китайской Татарии» в эру Юнчжэн

При Иньчжэне были завершены очередные меры по укреплению северных рубежей Цинской империи. В связи с постепенным заселением земель к северу от Ивового палисада, в 1726 году была образована новая провинция — Гирин. Для защиты этих земель со стороны монгольских кочевий в начале XVIII века была создана новая укреплённая линия, получившая название «Граница ивовых тычин».
Для установления границы между Халхой, вошедшей в состав Цинской империи, и Российской империей, в Пекин было отправлено посольство С.Рагузинского. В результате трудных переговоров в 1728 году был заключён Кяхтинский договор. В 1731 году в Москву и в 1732 году в Петербург прибыли китайские посольства от Иньчжэня. Россия была первым европейским государством, которое посетили китайские послы.
Политика Иньчжэня в Монголии была направлена на усиление контроля над ханами и князьями. Фактически, богдохан в Пекине действовал как великий хан Монголии. Усиление феодальной раздробленности Халхи укрепляло власть богдохана.

### 2-й цинский поход в Тибет
Иньчжэнь всемерно усиливал свой контроль над Тибетом, хотя с 1723 по 1727 годы осуществлял отвод цинских войск из Лхасы. С его завершением в Тибете началась междоусобица. Для подавления начавшегося восстания Иньчжэнь направил во второй поход в Тибет 15 тысяч солдат из Сычуани, Шэньси и Юньнани. К моменту их прихода наследственный аристократ Полонай со своей девятитысячной армией уже стабилизировал положение. В награду за это он в 1728 году получил княжеский титул и право управления всей страной. Для постоянного контроля над Тибетом Иньчжэнь оставил в Лхасе двух цинских министров-резидентов и тысячный гарнизон.

### Завоевание Цинхая
Восстание 1722 года в союзном с маньчжурами княжестве в районе Кукунора послужило Иньчжэню предлогом для завоевания в 1724 году всего Цинхая. Против расположенного здесь ойратского аймака Хошоут были брошены войска под командованием Нянь Гэнъяо и Юэ Чжунци. Хошоуты были разгромлены, потеряв 80 тысяч убитыми и несколько десятков тысяч пленными. Цинские войска захватили колоссальное количество голов скота и иных трофеев. Территория Цинхая была присоединена к Цинской империи, а оставшиеся в живых хошоуты были разделены на несколько аймаков и подчинены наместнику в Синине. Тем самым существенно ослабело Джунгарское ханство, потерявшее один из четырёх аймаков.

### Война с Джунгарским ханством
В 1729 году возобновилась война между Цинской империей и Джунгарским ханством. Цинское командование стремилось захватить аймак Джунгар, стянув к району Или крупные силы под командованием Фуэрданя и других военачальников. Здесь ойраты разбили одну из наступавших цинских колонн близ города Кобдо. В 1731 году ударные силы джунгарского властителя Галдан-Цэрэна начали большой поход в Халху. В ряде сражений они разбили маньчжурские войска и конницу халхаских князей. Для отражения этого натиска Иньчжэнь собрал огромные силы. В 1733 году в решающей битве на берегах реки Орхон близ храма Эрдэни-Дзу ойратская армия потерпела поражение и начала отступление.
В борьбе с джунгарским ханством цинское правительство рассчитывало на помощь Российской империи, в том числе на использование против ойратов конницы калмыцкого хана Аюки, кочевавшего в Поволжье. Однако китайские посольства 1713—1714 и 1731—1732 годов в Россию не привели к втягиванию Петербурга в ойрато-китайскую войну.
Эта война нанесла большой урон цинской казне. В 1734 году Иньчжэнь был вынужден принять предложение Галдан-Цэрэна и начать мирные переговоры, затянувшиеся на несколько лет.

### Абсолютизация императорской власти
Приход к власти сомнительным путём и состояние вражды с императорским родом вынуждало Иньчжэня создавать аппарат управления, независимый от маньчжурской аристократии. В 1730 году, под предлогом более оперативного руководства военными действиями против джунгар, был создан Военный штаб (Цзиньцзифан) — временное военно-административное учреждение. После 1732 года оно было превращено в Военный совет (Цзюньцзичу) — высший государственный орган, состоявший непосредственно при императоре и не подчинявшийся Совету князей-регентов и сановников. Сконцентрировав в своих руках все основные военные и гражданские дела управления, Военный совет превратился в правительство, полностью зависимое от императора и возглавляемое им. Сбросив с себя контроль маньчжурской аристократии, императорская власть стала в полной мере абсолютной.
Иньчжэнь постепенно снимал ограничения на занятие китайцами ответственных постов в верхнем эшелоне власти. Уже с 1719 года посты наместников и военных губернаторов в стратегически важных провинциях Шаньси и Шэньси было разрешено занимать китайским военным, причисленным к «знамённым» войскам, а с 1732 года на эти должности могли назначаться монголы и «незнамённые» китайцы. Такая политика ещё более усилила ненависть маньчжурской аристократии к Иньчжэню.
Иньчжэнь скончался в 1735 году при странных обстоятельствах; существует версия, что он был отравлен. Наследовал ему его четвёртый сын — Хунли, правивший под девизом «Цяньлун».

## Семья
- отец: император Сюанье
- мать: Императрица Сяогунжэнь, Вдовствующая императрица Жэньшоу

### Супруги
1. Императрица Сяоцзинсянь (孝敬憲皇后), дочь Фияньгу из рода Уланара
2. Императрица Сяошэнсянь (孝聖憲皇后), дочь Линчу из рода Нюхулу
3. Благородная супруга императора Дуншу, дочь Нянь Сялина — генерал-губернатора Хугуана
4. Благородная супруга императора Чуньи из рода Гэн
5. Супруга Цзи из рода Ли
6. Супруга Цянь из рода Лю
7. Наложница Мау из рода Сун
8. Драгоценная госпожа У

### Сыновья
1. Хунхуэй (弘暉)，великий князь Дуань
2. Хунъюнь (弘昀), умер молодым
3. Хунши(弘時)
4. Хунли(弘曆), стал императором
5. Хунчжоу(弘晝), великий князь Хэ
6. Хунпань(弘昐), умер молодым
7. Хунчжань (弘瞻)，удельный князь Го
8. Фухэ (福宜), умер молодым
9. Фухуэй (福惠)，великий князь Хуай
10. Фупэй (福沛), умер молодым

### В кино
- «Поразительное на каждом шагу» (Startling by Each Step /Bu Bu Jing Xin) телевизионный сериал производства КНР, в роли Иньчжэня — Nicky Wu
- Дворец / Gong / Jade Palace телевизионный сериал КНР, в роли Иньчжэня Mickey He (4th Prince/ Emperor Yongzheng)
- Дворец 2 / Gong 2/ Jade Palace 2 телевизионный сериал КНР, в роли Иньчжэня Mickey He (Emperor Yongzheng)
- Легенда о Чжэнь Хуань / Hou Gong Zhen Huan Zhuan / Empresses in the Palace, телевизионный сериал производства КНР
- «Сон об империи Цин» (梦回) Веб-сериал производства КНР, в роли Иньчжэня — Дин Цяо
- Мстительная красота / Xue fu rong, 1978, гонконгский фильм студии Shaw Brothers,  в роли Иньчжэня — Хунг Вэй
- Летающая гильотина / Xue di zi, 1975, гонконгский фильм студии Shaw Brothers,  в роли Иньчжэня — Цзян Ян